# Dauphin Pond
Der Dauphin Pond ist ein zugefrorener Süßwassertümpel im ostantarktischen Viktorialand. Im Wright Valley liegt er in der Ebene Labyrinth nahe dem südwestlichen Ausläufer des Healy Trough und 300 m östlich des Endes des Oberen Wright-Gletschers.
Das Advisory Committee on Antarctic Names benannte den Tümpel 2004 nach dem Eurocopter Dauphin HH-65A, einem Hubschrauber der United States Coast Guard, der hier am 20. Januar 2004 landete.